# Kantatie 41
Pour les articles homonymes, voir Route 41.
La route principale 41 (en finnois : Kantatie 41 est une route principale allant de Aura à Huittinen en Finlande.

## Description
La route principale 41 fait partie de la route nord entre Turku et Tampere via Huittinen. 
La route continue de Huittinen à Tampere en tant que route nationale 12 et se connecte à Aura avec route nationale 9.

## Parcours
La route parcourt les municipalités suivantes :
- Aura
- Pöytyä
- Oripää
- Loimaa
- Huittinen